# Thor Damén
Thor Damén var en finländsk ljudingenjör, som i hemlighet lyckades banda Adolf Hitlers och Gustaf Mannerheims informella samtal i en tågvagn utanför Immola flygplats under Mannerheims 75-årsdag. Dessa inspelningar är de enda, där man kan höra Hitlers vanliga röst.

## Bakgrund
När marskalk Gustaf Mannerheim fyllde 75 år den 4 juni 1942 anlände Adolf Hitler till Finland för att officiellt gratulera Mannerheim. Hitler och Mannerheim superade i en tågvagn några kilometer från Immola flygplats, där de också drog sig tillbaka för informella samtal om bland annat Sovjetunionens militära resurser. Thor Damén, som var finska radions ljudingenjör, hade i hemlighet satt en bandspelare i tågvagnens hatthylla och lyckades därmed banda elva minuter av Hitlers och Mannerheims samtal. I ljudupptagningen kan man bland annat höra makthavarna tala om Sovjetunionens stora militära resurser; 35.000 pansarvagnar. Både Hitler och Mannerheim hade underskattat Sovjetunionens beredskap och inte haft någon kännedom om resurserna innan vinterkriget. När bandspelaren upptäcktes ville tyskarna att banden skulle förstöras, men finnarna lovade att de inte skulle användas. En kopia av banden skänktes till Yle, medan Damén behöll den andra.

## I populärkulturen
När filmen Der Untergang skulle filmatiseras, använde sig skådespelaren Bruno Ganz av bandinspelningarna för att till rösten kunna gestalta Hitler.